# Landvogtei Strahlenberg

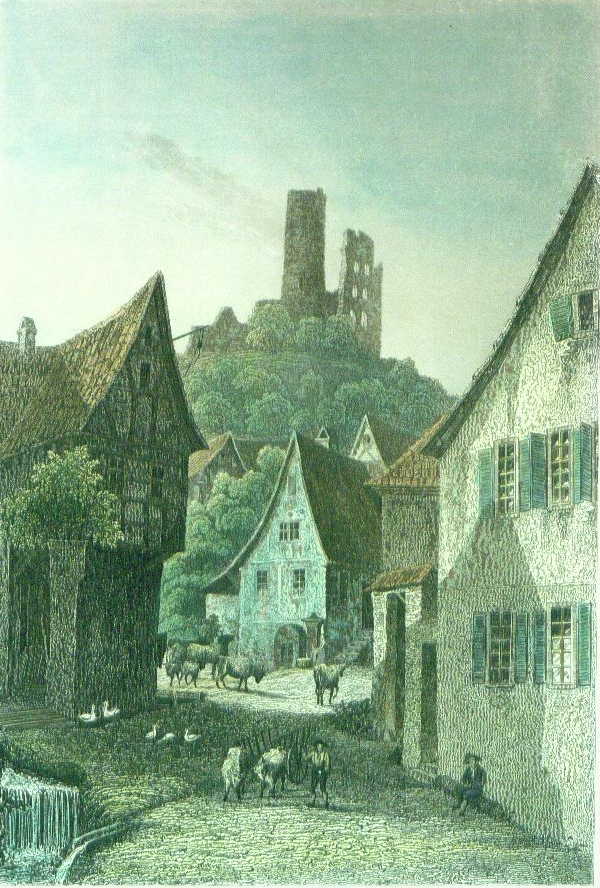
Die namensgebende Burg, Stich um 1840

Die Landvogtei Strahlenberg war eine von 1803 bis 1807 bestehende Verwaltungseinheit im Land Baden während der napoleonischen Zeit. Mit ihrem Namen bezog sie sich auf die Strahlenburg oberhalb Schriesheims, auf der die Strahlenberger, ein mittelalterliches Adelsgeschlecht, ihren Stammsitz hatten. Der Sitz des Landvogts lag außerhalb des Gebietes in Mannheim. Das Amt des Landvogts übernahm der vorherige Obervogt in Pforzheim, Johann Friedrich Baumgärtner.
Die Landvogtei umfasste Gebiete, die infolge des Reichsdeputationshauptschlusses 1803 an Baden gefallen war. Mit wenigen Ausnahmen hatten sie zuvor zur Kurpfalz gezählt. Gegliedert war die Landvogtei in fünf Untereinheiten (Einwohnerzahlen 1802):
- das Amt Schwetzingen mit 8.215 Einwohnern, südlich von Mannheim zwischen Rhein und Hardtwald, mit Schwetzingen als Amtssitz;
- das Amt Unterheidelberg mit 6.890 Einwohnern, nördlich von Heidelberg und des Neckars, von Ziegelhausen im Osten über Neuenheim und Schriesheim bis Leutershausen im Norden;
- das Stabsamt Waldeck im südwestlichen Odenwald mit 3.077 Einwohnern und Schönau als Sitz, beiderseits der Steinach, von Wilhelmsfeld im Westen bis Brombach im Osten;
- das Amt Ladenburg mit 7.323 Einwohnern, in der Oberrheinischen Tiefebene und, mit Ausnahme von Neckarhausen, nördlich des Neckars von der Amtsstadt Ladenburg im Osten bis zum Rhein bei Kirschgartshausen im Westen;
- das Amt Weinheim mit 8.357 Einwohnern und Weinheim als Sitz, entlang der Bergstraße von Großsachsen im Süden bis Laudenbach im Norden.

Ausgelöst durch weitere terroritiale Zugewinne nach dem Frieden von Pressburg 1805 und dem Inkrafttreten der Rheinbundakte 1806 kam es zu einer Verwaltungsreform in Baden. Mit dem General-Ausschreiben über die Eintheilung des Großherzogthums Baden in Bezirke vom 1. Juli 1807 wurden die Landvogteien in ganz Baden aufgelöst. Die Ämter unterstanden nun unmittelbar der nächsthöheren Ebene, hier der Provinz des Unterrheins oder die Badische Pfalzgrafschaft. Gemeinsam mit denen der Landvogtei Dilsberg im Süden und Osten standen sie am Anfang einer Entwicklung, die nach zahlreichen Zusammenführungen und Umstrukturierungen über die Bezirksämter letztlich zur Einrichtung der Landkreise Mannheim und Heidelberg führte. Sofern nicht in die Städte Mannheim oder Heidelberg eingemeindet, liegen die Ortschaften der Landvogtei Schriesheim seit der Kreisreform 1973 im Rhein-Neckar-Kreis.